# 인도 공과대학교 구와하티
인도 공과대학교 구와하티(Indian Institute of Technology, Guwahati, 줄여서 IIT Guwahati)는 인도 아삼주 구와하티에 위치한 국립 공과 대학이다. 인도 공과대학교 중 하나의 캠퍼스다.
인도의 독립 직후 정부가 국가의 과학, 기계, 공학부문을 심도 있게 훈련·연구·발전시키기 위해 특별법을 제정해, 5개의 기존 인도 공과대학교가 설립되었는데, 1994년 아삼주의 교육을 향상시키기 위한 의회 법에 인해 인도 공과대학교 구와하티가 설립되었다.

## 같이 보기
- 인도 공과대학교